# Automated Clearing House
La Automated Clearing House (ACH) o Cámara de Compensación Automatizada es una red electrónica para las transacciones financieras en los Estados Unidos. ACH procesa grandes volúmenes de transacciones de crédito y débito en lotes. Las transferencias ACH incluyen los depósitos directos, nómina y proveedores. Las transferencias ACH de débito directo incluyen pagos de los consumidores sobre las primas de seguros, préstamos hipotecarios y otros tipos de facturas. Las transferencias de débito también incluyen nuevas aplicaciones como, por ejemplo, el programa piloto de conversión de cheques de punto de venta (POP), patrocinado por NACHA. Tanto el gobierno como los sectores comerciales utilizan pagos ACH. Las empresas utilizan cada vez más ACH en línea para pagar a los clientes, en lugar de hacerlo a través de tarjetas de crédito o débito.[cita requerida]
ACH es un servicio de compensación y liquidación basado en computadoras, creado para procesar el intercambio de transacciones electrónicas entre las instituciones depositarias participantes.[cita requerida]
NACHA y la Reserva Federal establecen normas y reglamentos que rigen la red ACH. Al 2013, esta red procesaba casi 22 mil millones de transacciones ACH, con un valor total de $38,7 trillones de dólares. Los pagos con tarjeta de crédito se manejan a través de redes separadas.
Los Bancos de la Reserva Federal, a través del sistema FedACH, son colectivamente grandes operadores ACH de la nación. En el 2005, se procesaron el 60 por ciento de las transacciones interbancarias ACH comerciales; el 40 por ciento restante se procesaron a través de la Red de Pagos Electrónicos (EPN), único operador ACH del sector privado de los Estados Unidos. EPN y los bancos de la Reserva Federal dependen unos de otros para el procesamiento de algunas transacciones cuando cualquiera de las partes de la operación no es su cliente. Estas transacciones entre operadores se resuelven a través de los Bancos de la Reserva.[cita requerida]

## Usos del sistema de pago ACH
- Los departamentos de gestión de tesorería de los bancos venden este servicio a los clientes empresariales y gubernamentales.
- Pagos de negocio a negocio
- Pagos por débito directo de las facturas de consumo, tales como hipotecas, préstamos, utilidades, primas de seguros, rentas y cualquier otro pago regular.
- Depósito directo de nómina, Seguridad Social y otros pagos del gobierno, y reembolsos de impuestos.
- Pagos de comercio electrónico
- Pagos federales, de estado y de impuesto local.
- Transferencias no inmediata de fondos entre cuentas de diferentes instituciones financieras (cuando se requiere una transferencia en tiempo real, se emplea una transferencia bancaria, usando en cambio un sistema como el Fedwire de la Reserva Federal)
- Donaciones benéficas

## Códigos SEC
Aquí algunos códigos de Clase de Entrada Estándar (SEC) comunes: 
ARC
Accounts receivable conversion (Conversión de Cuentas por Cobrar). Los cheques de los consumidores convertidos en débito ACH en una sola vez. La diferencia entre la ARC y POP es que ARC puede resultar de un cheque enviado por correo, mientras POP es en persona.
BOC
Back office conversion (Conversión de oficina posterior). Un débito de entrada único, iniciada en el punto de venta o en un lugar de pagos de facturas asistido para transferir fondos a través de la conversión a una entrada de débito ACH durante el procesamiento de back office. A diferencia de las entradas ARC, las conversiones BOC requieren que el cliente esté presente, y que el vendedor publique un aviso de que los cheques se pueden convertir en entradas BOC ACH.
CBR
Corporate cross-border payment (pago Transfronterizo Corporativo). Se utiliza para consolidar y barrer los fondos en efectivo dentro de las cuentas de control de la entidad, o hacer/recibir pagos a/desde otras entidades corporativas.
CCD
Corporate Credit or Debit Entry (Crédito Corporativo o Entrada de débito). Utilizado para consolidar y barrer los fondos en efectivo dentro de las cuentas de control de la entidad, o hacer/recibir pagos a/desde otras entidades corporativas.
CIE
Customer Initiated Entries (Entradas Iniciadas por el Cliente). Uso limitado a las solicitudes de crédito en el que el consumidor ha iniciado la transferencia de fondos a una empresa para el pago de los fondos adeudados a la empresa, por lo general a través de algún tipo de producto de banca a domicilio o proveedor de servicios de pago de facturas.
CTX
Corporate trade exchange (Intercambio de comercio corporativo). Transacciones que incluye información ASC X12 o EDIFACT.
DNE
Death notification entry (Entrada de notificación de muerte). Emitido por el gobierno federal.
IAT
International ACH transaction (Transacción ACH internacional). Esto es un código SEC para pagos transfronterizos que reemplazan los códigos PBR y CBR. El código ha sido implementado desde el 18 de septiembre de 2009.
PBR
Consumer cross-border payment (pago del consumidor transfronterizo. Utilizado para las transacciones internacionales de uso doméstico, sustituido por el Código SEC IAT.
POP
Point-of-Purchase (Punto-de-compra). Un cheque presentado en persona a un comerciante para su compra se presenta como una entrada ACH en lugar de un cheque físico.
POS
Point-of-sale (Punto-de-venta). Un débito en una terminal electrónica iniciada por el uso de una tarjeta de plástico. Un ejemplo es utilizar su tarjeta de débito para la compra de gas.
PPD
Prearranged payment and deposits (pago preestablecido y depósitos). Utilizado para acreditar o una cuenta del consumidor. Popularmente utilizado para los depósitos directos de nómina y el pago preautorizado de facturas.
RCK
Represented check entries (Entradas de verificación representadas). Un cheque físico que se presentó, pero regresó por falta de fondos puede ser representada como una entrada ACH.
TEL
Telephone-initiated entry (Entrada iniciada por teléfono). Autorización oral por teléfono para emitir una entrada ACH tales como cheques por teléfono. (Código TEL permite solamente órdenes telefónicas entrantes. NACHA no permite el uso de este código para solicitaciones telefónicas salientes a no ser que se haya establecido un acuerdo comercial previa con el cliente.)
WEB
Web-initiated entry (entrada iniciada en la Web). Autorización electrónica a través del Internet para crear una entrada ACH.
XCK
Destroyed check entry (Entrada de cheque destruido). Un cheque físico que fue destruido a causa de un desastre puede ser presentado como una entrada ACH.